# 장링현

장링현(한국어: 강릉현, 중국어: 江陵县, 병음: Jiānglíng Xiàn)은 중화인민공화국 후베이성 징저우시의 현급 행정구역이다. 넓이는 1,032km2이고, 인구는 2007년 기준으로 400,000명이다.

## 역사
장링에는 관우가 형주고성을 쌓았다. 오대십국시대에 924년부터 963년까지 존재했던 소왕국 형남의 수도였다.

## 행정 구역
7개 진, 2개 향을 관할한다.
- 진: 资市镇(쯔쓰 진,자시진), 滩桥镇(탄챠오 진,탄교진), 熊河镇(쑝허 진,웅하진) , 白马寺镇(빠이마쓰 진,백마사진) , 沙岗镇(쌰깡 진,사강진) , 普济镇(푸찌 진,보제진) , 郝穴镇(하오쒜 진,학혈진)
- 향: 马家寨乡(마짜짜이 썅,마가채향) , 秦市乡(친쓰 진,진시진)